# کارییادو نو گبا-زاکورا

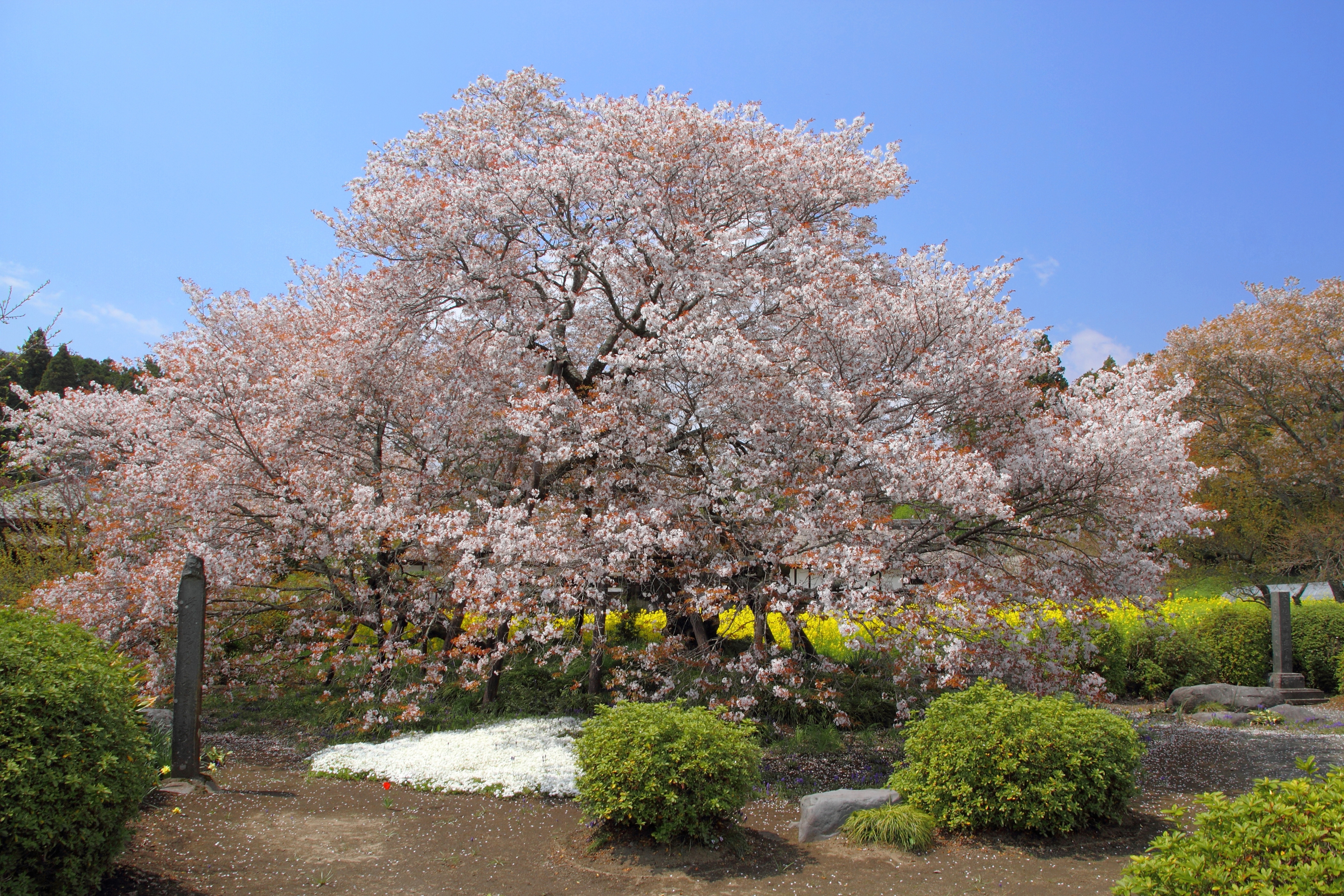
درخت کارییادو نو گبا-زاکورا

کارییادو نو گبا-زاکورا (به ژاپنی: 狩宿の下馬桜, Kariyado no Geba Zakura) نام یک تک درخت ساکورا در شهر فوجینومیا در استان شیزوئوکا است. این درخت بیش از ۸۰۰ سال عمر دارد و از نوع درخت‌های یاما-زاکورا به‌شمار می‌رود. نام این درخت به عنوان یکی از گنجینه‌های طبیعی ژاپن ثبت شده‌است.